# Treinta y uno
Treinta y uno es el número natural que sigue después de 30 y viene antes de 32.
Es el primer número en español que se escribe con varias palabras, aunque también son válidas las grafías "treintaiuno" y "treintaiún".

## Matemáticas
- Es el 11.º número primo, después del 29 y antes del 37.[3]
- Es un primo permutable con 13 (ya que al cambiar la posición de los números se obtiene otro número primo).
- Forma un par de números primos gemelos junto con 29.
- 31 es el tercer número primo de Mersenne (2 5 - 1).
- Es el exponente del 8.º número primo de Mersenne M8 = M 31 = 2 31 - 1.
- 31 está relacionado con el número perfecto 496  ya que 496 = 2 (5 - 1) (2 5 - 1).
- Es un número de la suerte.
- Es el 5.º número primo feliz.
- Los números 31, 331, 3331, 33331, 333331, 3333331 y 33333331 son todos primos. Durante un tiempo se pensó que cada número de la forma 3w1 sería primo. Sin embargo, los siguientes nueve números de la secuencia son compuestos; sus factorizaciones son:
  1. 333333331 = 17 × 19607843
  2. 3333333331 = 673 × 4952947
  3. 33333333331 = 307 × 108577633
  4. 333333333331 = 19 × 83 × 211371803
  5. 3333333333331 = 523 × 3049 × 2090353
  6. 33333333333331 = 607 × 1511 × 1997 × 18199
  7. 333333333333331 = 181 × 1841620626151
  8. 3333333333333331 = 199 × 16750418760469 y
  9. 33333333333333331 = 31 × 1499 × 717324094199.
- El número de Belfegor es un número primo de 31 dígitos.
- Forma un triplete de números primos sexys (31, 37, 43).
- Puede expresarse como la suma de cuatro cuadrados de enteros: 5 2 + 2 2 + 1 2 + 12 (teorema de los cuatro cuadrados). Esta es una propiedad de cualquier número entero positivo.

Es un número pentagonal centrado.

- 10.º primo regular.
- Es un autonúmero.Es un número pentagonal centrado.

## Química
- Es el número atómico del galio (Ga).

## Astronomía
- Los meses enero, marzo, mayo, julio, agosto, octubre y diciembre tienen 31 días cada uno.
- Objeto de Messier M31, también se conoce como la galaxia de Andrómeda  que es la galaxia más cercana a la Vía Láctea.
- Objeto del Nuevo Catálogo General NGC 31 es una galaxia espiral en la constelación del Fénix.
- (31) Euphrosyne es un asteroide perteneciente al cinturón de asteroides.

## Tecnología militar
- El Mikoyán MiG-31 es un caza diseñado para la misión de interceptación aérea y escolta táctico de aviones bombarderos.

## Juego
En el juego de naipes llamado mus el 31 es el mejor «juego», también llamado «la una».